# 1988 w informatyce
Kalendarium informatyczne 1988 roku
- 17 marca – Apple złożyło powództwo przeciwko Microsoftowi dotyczące naruszenia praw autorskich. W powództwie wymieniono skopiowanie 189 elementów interfejsu do systemu Windows 2.0[1][2].
- 21 czerwca – wprowadzono na rynek linię minikomputerów IBM AS/400[1].
- lipiec – wydano MS-DOS 4.0[1].
- 1 sierpnia – na rynku ukazał się pakiet biurowy Microsoft Office[1].
- 12 października – Steve Jobs zaprezentował komputer NeXT[1].
- 2 listopada – Robert Morris napisał tzw. Robak Morrisa, jeden z pierwszych robaków komputerowych, który dokonał masowego ataku w Internecie[1].
- listopad – wydano MS-DOS 4.01[1].
- Creative Labs zaprezentował kartę dźwiękową SoundBlaster[1].
- Jarkko Oikarinen opracował usługę Internet Relay Chat (IRC)[1][3].
- Powstał pierwszy program antywirusowy dla komputerów osobistych[4].
- Firma Hewlett-Packard opracowała i rozpoczęła sprzedaż drukarki atramentowej HP DeskJet, która spopularyzowała drukarki atramentowe na rynku[1].
- Opublikowano standard POSIX.1. Powstały UNIX International (związek AT&T i Sun Microsystems) i Open Software Foundation[5].
- Silicon Graphics zaprezentował IRIX 3.0 oparty na System V wraz z rozszerzeniami BSD[6].
- Internet Assigned Numbers Authority rozpoczęło rejestrację domen internetowych[3].